# Adolf Landsberger

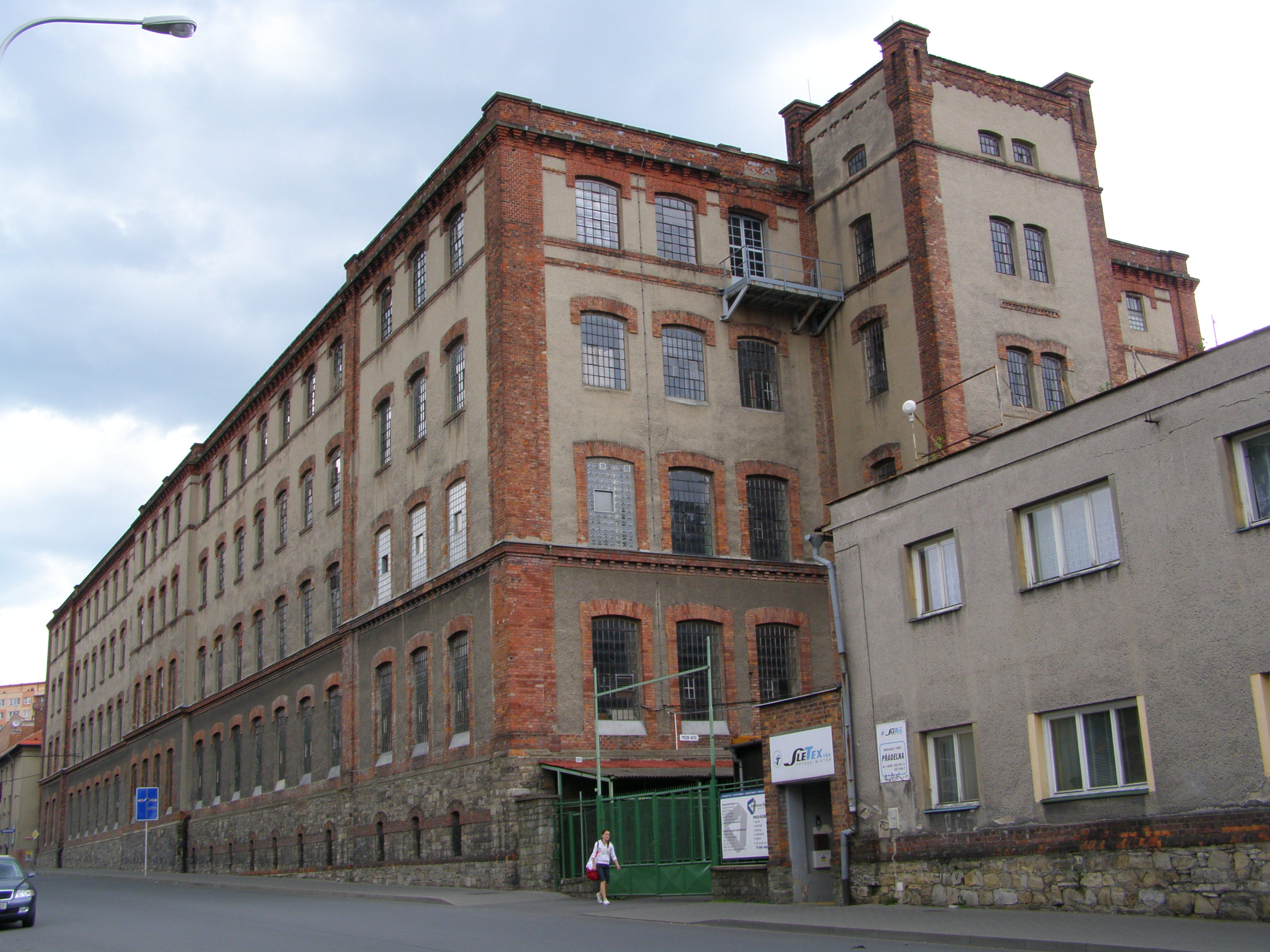
Landsbergerova přádelna v ulici Nádražní ve Frýdku (stav roku 2008, roku 2014 byla stržena)

Adolf Landsberger šlechtic von Freideck (5. května 1840, Wilamowice – 25. května 1914, Frýdek) byl majitelem textilní továrny ve Frýdku, nositel Řádu železné koruny III. třídy a šlechtického titulu.

## Život
Adolf Landsberger se narodil v rodině západohaličského židovského obchodníka Philippa Landsbergera, který se na počátku 40. let přistěhoval do Koloredova (dnes součást Frýdku-Místku) a po krátké době se začal věnovat textilní výrobě. Philipp Landsberger roku 1864 převedl svůj podnik na syna Adolfa, pod jehož vedením se firma rychle rozvíjela. V průběhu 70. let 19. století Adolf Landsberger zakoupil několik objektů v Nádražní a Těšínské ulici ve Frýdku a přizpůsobil je potřebám textilního průmyslu. Roku 1888 Landsbergerovy továrny zaměstnávaly již 775 osob a firma dále prosperovala, a proto v 90. letech vybudoval další tovární prostory v bezprostředním okolí frýdeckého vlakového nádraží (mj. přádelnu a sklady). V době největšího rozmachu zaměstnávala Landsbergerova firma 1072 dělníků.

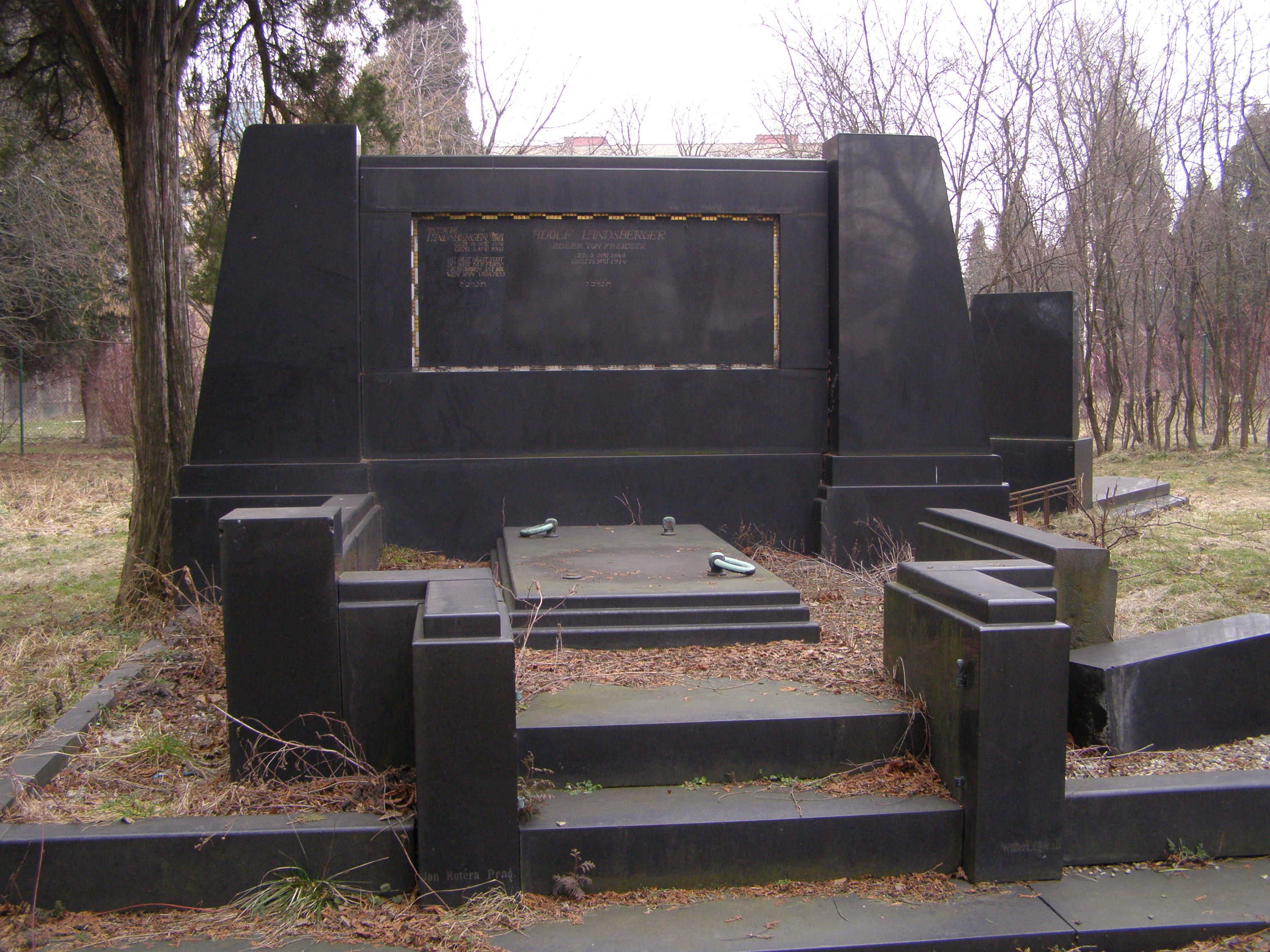
Landsbergerova hrobka na židovském hřbitově ve Frýdku

Jako jedna z nejvýznamnějších postav ve Frýdku zasedal Adolf Landsberger od roku 1898 v městské radě, záhy se mu však dostalo mnohem větší pocty, když mu byl roku 1903 udělen Řád železné koruny III. třídy, roku 1912 byl nejvyšším rozhodnutím císaře Františka Josefa I. nobilitován a následujícího roku mu byl udělen predikát von Freideck. Roku 1914 Adolf Landsberger zemřel a byl pochován v monumentální hrobce na židovském hřbitově ve Frýdku (autorem hrobky byl Jan Kotěra).